# Deodoro da Fonseca
Manuel Deodoro da Fonseca (ur. 5 sierpnia 1827 w Alagoas, zm. 23 sierpnia 1892 w Rio de Janeiro) – przywódca zamachu stanu, w wyniku którego obalono cesarza Brazylii Piotra II. Pierwszy prezydent nowo powstałej Republiki Brazylijskiej, mason.

## Zarys biografii
Był synem oficera armii brazylijskiej, a podążając jego śladem również wstąpił do wojska. Ukończył brazylijską Akademię Wojskową. Wyróżnił się w czasie wojny paragwajskiej w latach 1864-1870, doszedł wówczas do stopnia majora. W 1887 objął przywództwo Klubu Wojskowego, stając się faktycznym dowódcą armii Brazylii. Mimo że sam był konserwatystą oraz osobą lojalną wobec cesarza, to sprzeciwiał się działaniom rządu autoryzowanego przez władcę, które uważał za despotyczne; solidaryzował się również z korpusem oficerskim, co potęgowało jego antypatię do rządu cesarskiego. Piotr II stwierdził jego niesubordynację, a gdy rozeszły się pogłoski o aresztowaniach, które planował rząd, Fonseca w odpowiedzi na to uruchomił pucz wojskowy 15 listopada 1889, w wyniku którego doszło do obalenia cesarstwa.
Do lutego 1891 r. pełnił funkcję tymczasowego prezydenta republiki, będąc pierwszym w historii Brazylii prezydentem Republiki. Po dokonaniu przez siebie rozdzielenia Kościoła od państwa Fonseca w 1891 zwołał zgromadzenie konstytucyjne, w którym przeważali wojskowi. W lutym 1891 mianowało go ono w sposób oficjalny prezydentem państwa. Jego despotyczne i nieudolne rządy trwały do listopada 1891, kiedy marynarka zbuntowała się z powodu rozwiązania przez niego parlamentu. W ten sposób jego rządy za pomocą wydawania dekretów szybko się zakończyły, gdyż musiał podać się do dymisji w obliczu buntu.
Jego wizerunek znajduje się na bitej od 1998 roku brazylijskiej monecie obiegowej o nominale 25 centavo.